# اوکی

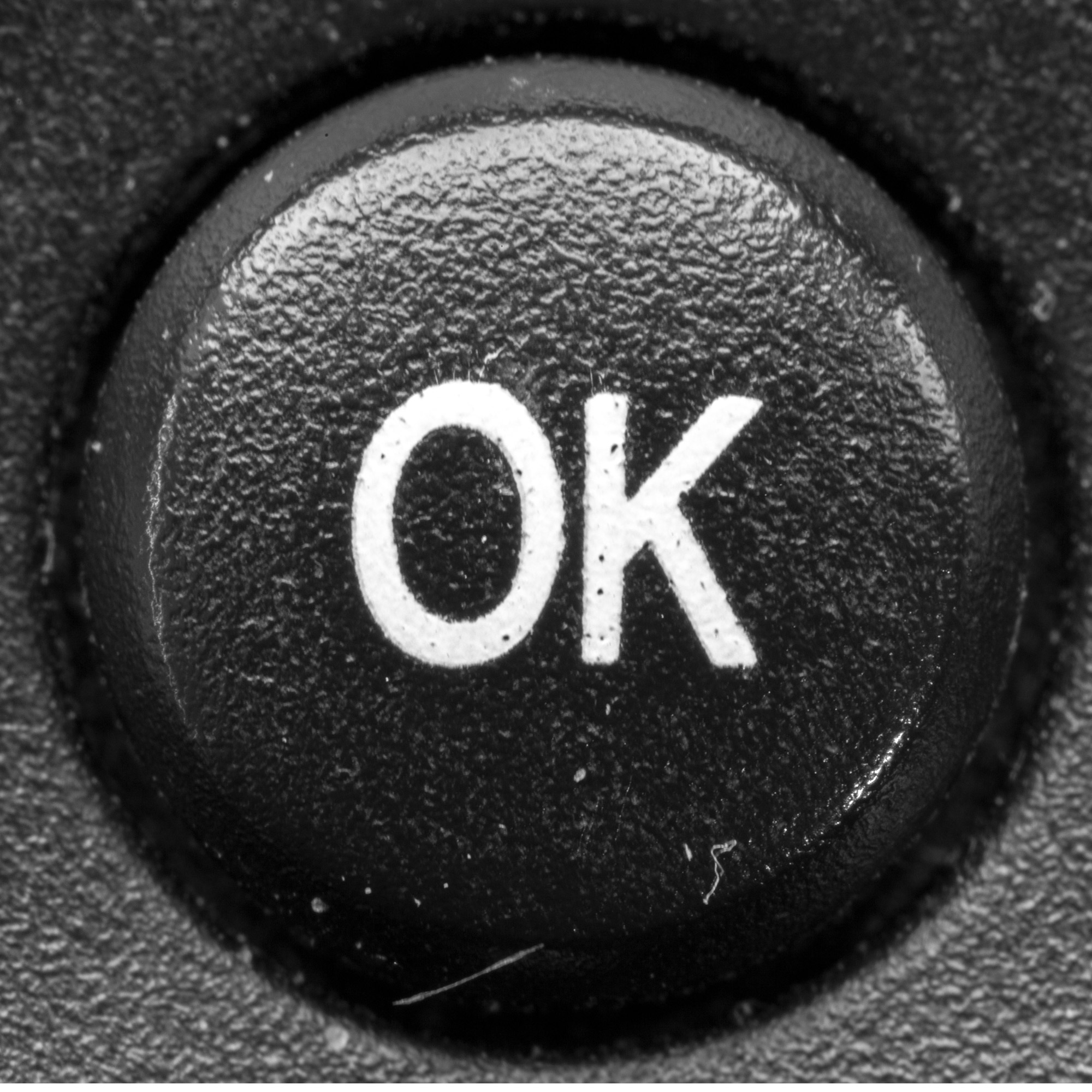
یک نمای نزدیک از دکمهٔ اوکی روی یک کنترل از راه دور

اوکِی (انگلیسی: Ok) یک واژهٔ محاوره‌ایِ انگلیسی برای ابراز موافقت و به‌معنی «خوب» یا «باشد» (با هویت دستوریِ شبه‌جمله) است که امروزه یکی از متداول‌ترین وام‌واژه‌ها در بسیاری از زبان‌هاست و ازنظر گستردگی استفاده، جزو بین‌المللی‌ترین واژه‌های انگلیسی به‌شمار می‌آید.

## ریشه یابی
در رابطه با ریشه این واژه اختلاف نظر وجود دارد و ریشه آن به‌طور دقیق مشخص نیست و چندین سناریوی مختلف برای خاست‌گاه آن وجود دارد.

### سناریوی پرچم
سالهای پیش در کشور انگلیس برای اینکه نشان بدهند چند کشته داده‌اند از کلمه k استفاده می‌کردند و روی پرچمی می‌نوشتند مثلاً 5k یا 12k. اما یک روز هیچ کشته ای ندادند و روی پرچم نوشتند 0k. البته چون در انگلیسی عدد ۰ مانند حرف او o خوانده می‌شود، به تدریج به حرف او منتقل  شد. از آن روز به بعد برای اینکه بگویند هیچ مشکلی وجود ندارد، از کلمه ok استفاده کردند.

### سناریوهای مختلف
- از روی طنز «ok» مخففی از شکلی نادرست کلمه «all correct» (یعنی تماما صحیح) به صورت «oll korrect» توسط یک مقاله‌نویس در روزنامه «بوستون مورنینگ پست» در دهه 1830 میلادی به چاپ رسید و عمومیت یافت.
- مخفف All Correct توسط یک کارگر کم سواد در شمارش کالاهای انبار ایجاد شد.
- در زمان جنگ‌های باستانی هنگامیکه سپاهیان بدون تلفات از جنگ بر میگشته‌اند پلاکاردی حمل می‌کردند که روی آن نوشته بود: 0Killed (صفر کشته شده) به صورت تحریف شده و مخفف ok گردیده است.
- همین داستان را مربوط به زمان جنگ جهانی دوم برای ارائه آمار در مواردی که کشته نداشته‌اند نقل کرده‌اند. k نماد هزار یا نماد کشته بوده‌است. و o صفر به صورت او محرف شده‌است.
- اوکی ریشه سرخپوستی دارد یعنی در زبان سرخپوستان آمریکا Choctaw به صورت okeh تلفظ می‌شده‌است.